# Emmotum
Emmotum là một chi thực vật có hoa, với số lượng loài đa dạng nhất trong họ Icacinaceae có ở châu Mỹ, với 12-14 loài. Một loài, E. harleyi,được miêu tả năm 2007.

## Miêu tả
Emmotum là chi chứa cây bụi và cây gỗ. Hoa nhỏ có màu trắng. Bề mặt trong của các cánh hoa có lông tơ thấy rõ. Emmotum là chi duy nhất trong họ Icacinaceae có bầu nhụy 3 ngăn.

## Phân loại
Loài điển hình của chi Emmotum là E. fagifolium W. Hamilton.
Emmotum được chia thành 2 tổ: Emmotum và Brevistyla. Tổ Brevistyla bao gồm 4 loài và trước đây được coi là chi tách biệt.
Emmotum được Desvaux và Hamilton (1783–1856) đặt tên năm 1825. George Bentham miêu tả chi Pogopetalum năm 1841, nhưng John Miers nhận ra rằng ó chính là Emmotum đã được miêu tả sớm hơn. Do tên gọi sớm hơn có độ ưu tiên cao hơn nên Pogopetalum không còn là tên gọi chính xác nữa.
Emmotum thuộc về nhóm không chính thức gồm 6 chi gọi là nhóm Emmotum trong phạm vi họ Icacinaceae. Các chi này bao gồm Calatola, Ottoschulzia, Oecopetalum, Poraqueiba, Emmotum và Platea. Platea là bản địa châu Á trong khi các chi còn lại thuộc về Tân thế giới. Trong quá khứ, họ tách biệt gọi là Emmotaceae đã từng được thiết lập với 2 chi, cả hai đều với 3 lá noãn.

## Các loài
Các loài bao gồm:
- Emmotum acuminatum (Benth.) Miers
- Emmotum affine Miers
- Emmotum celiae R.A.Howard
- Emmotum conjunctum R.A.Howard
- Emmotum fagifolium Desv. ex Ham.
- Emmotum floribundum R.A.Howard
- Emmotum fulvum R.A.Howard
- Emmotum glabrum Benth. ex Miers
- Emmotum harleyi R. Duno
- Emmotum nitens (Benth.) Miers
- Emmotum orbiculatum (Benth.) Miers
- Emmotum yapacanum R.A.Howard

### Chưa dung giải
- Emmotum amazonicum Duno & Carnevali
- Emmotum apogon Griseb.
- Emmotum epogon Griseb.